# Гуффа

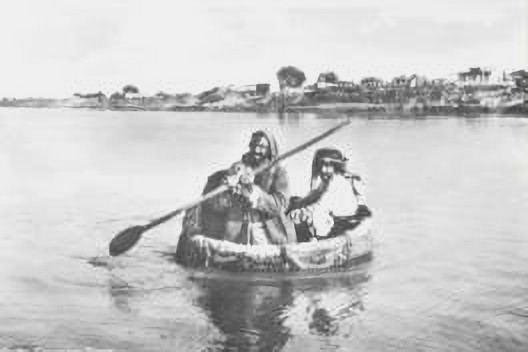
Небольшая гуффа в Ираке на реке Евфрат

Гуффа или куффа — историческая разновидность примитивных речных плавсредств круглой формы, использовавшихся в Месопотамии и в бассейне реки Инд.

## Общие сведения
Сведения о существовании этого типа судов дошли до наших дней благодаря древнегреческому историку Геродоту и сохранившимся рельефным изображениям, найденным в древнеассирийском городе Ниневия. Практическое использование описано на реках Евфрат и Тигр ещё около 5000 лет назад.
Этот вид водного транспорта обладал высокой надёжностью и остойчивостью. Данное свойство было отмечено норвежским путешественником Туром Хейердалом в его книге «Экспедиция „Тигрис“», посвящённой путешествиям по Ираку. Как правило, корпус гуффы изготавливался плетением из ивовых прутьев, уплотнялся природным битумом или асфальтом, а затем обтягивался шкурами животных. Различий между носом и кормой у такого корпуса не предусматривалось.
Эти суда чаще всего использовались для транспортировки людей и грузов вниз по течению рек, а также для рыболовства в прибрежных районах. Обычно они вмещали от одного до десяти человек и одну лошадь, однако несколько таких корпусов можно было соединить платформой в единое крупное судно или использовать в виде наплавного моста.